# 그레이브스병
그레이브스병(Graves' disease, toxic diffuse goiter) 또는 바제도 병(Basedow's disease)은 갑상샘에 영향을 미치는 자가면역질환의 하나이다. 갑상샘과다증을 일으키는 가장 흔한 병인이자 질병이다. 이 병으로 말미암아 갑상선종을 일으키기도 한다. 이 병을 앓고 있는 환자들 가운데 대략 25~80%가 갑상샘눈병(갑상선안병) 등 안과학적 문제로까지 발전한다.
정확한 원인은 밝혀져 있지 않으나 유전적, 환경적 요인이 복합되어 작용하는 것으로 짐작된다. 이 질병을 앓는 가족 구성원이 있다면 본인에게도 영향을 받을 가능성이 있다. 영향을 받은 일란성 쌍둥이가 있다면 30%의 확률로 다른 쌍둥이도 이 질병을 가지고 있을 가능성이 있다. 이 질병은 스트레스, 감염, 출생 시에 발병할 수 있다. 제1형 당뇨병, 류마티스 관절염과 같은 자가면역 질환을 가진 환자들이 영향을 받을 가능성이 있다. 흡연은 이 질병의 위험성을 높이며 안구 문제를 더 악화시킬 수 있다. 이 질병은 TSI라는 항체에서 비롯하며 이는 갑상샘 자극 호르몬과 영향도가 비슷하다. 이러한 항체들은 갑상샘이 갑상샘 호르몬을 과도하게 생산하도록 유도한다. 질병 확인을 위한 혈액 검사, 방사성 요오드 섭취를 통한 증상에 기반하여 진단한다.
치료 방법으로는 세 가지 선택 사항이 있으며 여기에는 방사성 요오드 치료, 약물 치료, 갑상선 수술이 있다.
이 질병은 어느 시점에서 남성의 경우 약 0.5%, 여성의 경우 3% 정도가 발병한다. 남성보다 여성이 7.5배 더 발병률이 높다. 40~60대에서 시작하기도 하지만 어느 나이대에서도 시작이 가능하다. 미국에서만 사례 중 약 50~80%로 갑상선 기능 항진증의 흔한 병인이기도 하다.

## 용어
그레이브스 병이라는 이름은 이 질병을 1835년에 기술한 로버트 제임스 그레이브스의 이름을 따서 지어졌다. 그 이전의 기록들도 상당수 존재한다. 독일의 카를 아돌프 폰 바제도는 독립적으로 1840년에 동일한 증상들을 보고하였다. 그 결과 유럽 대륙에서는 바제도 증후군(Basedow's syndrome), 바제도 병(Basedow's disease)이라는 용어가 그레이브스 병이라는 명칭보다 더 일반화되어 있다.

## 증상
그레이브스 병의 증상은 갑상선 기능 항진증의 직접 및 간접적인 영향으로 발생한다. 결과적으로 나타나는 갑상선 기능 항진증의 증상에는 주로 불면증 , 손 떨림 , 과잉 행동 , 탈모, 심한 발한 , 가려움증, 설사 , 빈번한 배변 , 근력 약화가 있다. 이외에도 정밀한 검사를 통해 알 수 있는 비대칭적으로 나타나는 갑상선, 심장 부정맥 , 조기 심실 수축 및 고혈압이 있다. 갑상선 기능 항진증을 가진 사람들은 신체적 징후들 뿐만 아니라 정신병 , 조증 , 불안 등 행동 및 성격 변화 역시 동반 될 수 있다.갑상선 기능 항진으로 인한 것이 아닌 증상에는 눈 병 , 갑상선종, 전립선 부종 이 있는데 이들은 환자의 자가면역반응에 의한 것들이다.

## 원인
아직까지 정확한 원인은 밝혀지지 않았다. 유전적 요인과 환경적 요인의 조합에 의한 것이라고 생각되며, 좀 더 많은 임상 데이터를 통해 스트레스가 그레이브스 병의 악화를 유발하는 이론적 메커니즘을 알아내야 한다.
유전적 원인으로 인해 TSH 수용체 활성화 항체가 일반 사람들보다 더 많이 생산되는 경향의 사람들이 있다. 인간 백혈구 항원 DR (특히 DR3)이 이 역할을 하는 것으로 보인다. 현재까지 단일 유전자 원인을 지적하는 명백한 유전적 결함은 발견되지 않았다.

## 원리
그레이브스 병은 신체가 갑상선 자극 호르몬 수용체에 대한 항체를 생성 하는 자가면역질환이다. (thyroglobulin 및 T3 및 T4 갑상선 호르몬 에 대한 항체도 생성 될 수 있다.)
이 항체는 TSHr에 결합하여 만성적으로 갑상선을 자극 하므로 갑상선 기능 항진증을 유발한다. TSHr은 갑상선의 여포 세포에서 발현되며, 만성 자극의 결과로 비정상적으로 T3 및 T4의 생산량이 증가한다. 이는 차례로 갑상선 기능 항진증의 임상적 증상을 일으키고 갑상선종을 유발시킨다.

## 진단
그레이브스 병은 다음과 같은 특징적인 징후 중 하나를 임상적으로 나타낼 수 있다.
빠른 심장 박동 (80 %)
만연성 갑상선종 (70%)
떨림 (40 %)
안구 돌출증 (한쪽 또는 양쪽 눈의 융기), 눈 주위 부종 (25 %)
젊은 사람들의 식욕 증가와 노인의 식욕 부진 및 기타 갑상선 기능 항진증 / 갑상선 중독증의 증상으로 피로감 (70 %)
체중 감소 (60 %)
체온 유지 기능 저하 (55 %)
그레이브스 병의 특이적 징후는 안구 돌출증과 안구 부종 ( 경막 식성 점액종 )그리고 확산형 갑상선종이다. 그레이브스 병이 확산성 갑상선종의 가장 흔한 원인 임에도 불구하고 확산성 갑상선종은 다른 갑상선 기능 항진증과 함께 나타날 수 있다. 육안으로 볼 수 있는 거대한 갑상선 종도 있지만 육안 검사만으로는 발견이 힘든 작은 부종이 있을 수도 있다. 때때로 이 갑상선종들은 컴퓨터 단층 촬영 이나 갑상선의 초음파 검사 에서만 보일 수 있다.
그레이브스 병의 다른 증상은 갑상선 기능 항진증, 즉 갑상선 호르몬 T3와 T4의 과다 생산이다. (정상적인 갑상선 수치가 나타나기도하며 때로는 갑상선 기능 저하증 (hypothyroidism ) 역시 나타날 수 있다.) 이는 갑상선종을 유발하는 데에 기여한다. 이러한 그레이브스 병의 갑상선 기능 항진증은 T3 free T3 및 T4의 혈중 수치 상승을 측정함으로써 확인된다.

## 치료
그레이브스 병 치료에는 갑상선 호르몬 생산을 감소시키는 항 갑상선제, 방사선 요오드 치료법, 그리고 갑상선 절제술 (외과적 절제술)이 있다. 실제로 갑상선 기능 항진증 환자에게 바로 수술 하는 것은 위험하므로 갑상선 절제술 전에 항 갑상선제를 투여하여 갑상선 기능 저하를 일으킨 후 수술을 진행한다.
항 갑상선제 치료는 효과가 나타나려면 6 개월에서 2년 간 투여해야 한다. 약물 중단 시 갑상선 기능 항진 상태는 재발 할 수 있다. 재발 위험은 약 40–50 %이며, 항 갑상선제의 평생 치료는 무과립구증 및 간 질환과 같은 부작용이 있다. 항 갑상선제의 부작용으로 백혈구 수치가 잠재적이고 치명적으로 감소한다. 방사성 요오드 치료는 미국에서 가장 보편적인 치료법인 반면, 항 갑상선제 및 / 또는 갑상선 절제술은 유럽, 일본 및 대부분의 다른 국가에서 더 자주 사용된다.

### 항갑상선제
주요 항 갑상선제는 carbimazole (영국), methimazole (미국), propylthiouracil / PTU이다. 이 약들은 요오드의 결합과 요오드 티로신의 결합을 차단한다. 가장 흔한 부작용은 발진 및 말초 신경염이다. 가장 위험한 부작용으로는 무과립구증 (PTU에서 1/250 이상)이 있고 그 이외의 부작용에는 과립구 감소증 (용량 의존적, 약물 중단에 따라 향상됨) 및 재생 불량성 빈혈 등이 있다. 약을 복용하는 도중에 목에 통증이나 발열이 생기면 환자는 의사와 함께 투여량을 조절해야 한다. 이 약물들은 또한 태반을 건너 모유로 분비되므로 모유수유 중에는 약 복용이 권고 되지 않는다.

### 방사성 요오드 치료법
방사성 요오드 (방사성 요오드 -131)는 Mallinckrodt General Clinical Research Center에서 1940년대 초에 개발되었다. 이 치료는 대부분의 환자에게 적합하지만, 주로 고령 환자들에게 사용하는 것을 선호한다. 방사성 요오드를 주입하면 갑상선에 축적되어 베타 및 감마선으로 방사선을 방사하는데, 이는 베타 (전자) 입자에 의해 방출되는 전체 방사선의 약 90 %이다. 요오드 131 치료의 가장 보편적 인 방법은 24 시간에 걸쳐 섬광의 조준 또는 방사선 진단 영상을 기반으로 한 갑상선 1g 당 미세 경화로 특정 양을 투여하는 것이다. 치료를 받는 환자는 증상이 나타날 정도의 갑상선 기능 저하증이 되기 전에 갑상선 혈액 검사를 정기적으로 실시해야 한다.
이 치료법의 단점은 갑상선 기능 저하증 (최대 80 %)의 발생률이 높고 갑상선 호르몬 보충을 매일 해줘야 하는 것이다. 방사성 요오드 치료는 갑상선을 파괴하기 위해 천천히 (수개월에서 수개월에 걸쳐) 사용되며, 그레이브스 병 관련 갑상선 기능 항진증은 모든 환자에게 방사성 요오드로 치료되지는 않는다.

### 외과적 절제술
이 양식은 젊은 사람과 임신 중인 사람에게 적합하다. 갑상선 절제술은 절대적 징후 또는 상대적 징후로 환자를 구분하여 수술로 혜택을 볼 수 있는 사람들을 결정하는 데 도움이 된다. 절대 증상은 큰 갑상선종 (특히 기관을 압박 할 때), 수상한 결절 또는 암 (갑상선을 병리학 적으로 검사), 안 병증이있는 사람, 그리고 방사성 요오드를 거부하는 경우 수술을 실시한다.
절제술은 양측 부분 갑상선 절제술과 Hartley-Dunhill 수술 (한쪽은 hemithyroidectomy, 다른 쪽은 부분적 절제술)이 가능하다.
장점은 즉각적인 치료법이며 잠재적으로 암종을 제거하는 것이다. 그 위험은 재발성 후두 신경 손상, 부갑상선 기능 항진증 (부갑상선 제거로 인한), 혈종 (기관을 압박하면 생명을 위협 할 수 있음), 치료 후 재발, 감염, 상처를 남긴다. 보고 된 바에 따르면 갑상선 절제술 후 영구적인 후두 신경 마비가 1 % 발생한다. 암이 발견되지 않으면 갑상선의 추가 치료는 필요하지 않다. 방사성 요오드 섭취 연구는 수술 후 남은 (잠재적으로 암이되는) 갑상선 세포 (즉, 신경 근처의 성대)가 파괴되도록하기 위해 수행될 수 있다. 이 외에도 레보티록신 또는 갑상선암 환자에게 시행되는 갑상선 대체 약들로 치료할 수 있다.

## 예후
치료를 하지 않으면 임신 초기의 기형아 출산, 유산의 위험 증가, 뼈의 광물 손실, 극단적 인 경우 사망 등 더 심각한 합병증이 발생할 수 있다. 그레이브스 병은 종종 심장 박동이 동반되어 심장 박동이 더 심해지므로 뇌졸중을 유발할 수 있는 정상적인 심장 리듬 (심방 세동)의 상실을 포함한다. 눈이 야간에 완전히 닫히지 않을 정도로 과도하게 돌출 된 경우, 실명을 유발할 수 있는 이차 각막 감염의 위험이 있는 안구 건조증이 발생한다. 시신경에 압력이 가해지면 시야 결손과 시력 손실이 발생할 수 있다. 치료되지 않은 긴 갑상선 기능 항진증이 치료되면 골 소실로 이어질 수 있다.

## 역학조사
그레이브스 병은 사람들의 약 0.5 %에서 발생한다. 남성보다 여성에서 약 7.5 배 더 많이 발생한다. 40-60 세 사이에서 보통 시작되고 미국에서 갑상선 기능 항진증의 가장 흔한 원인이다. (50~ 80%)

## 역사
그레이브스 병은 그 이름을 아일랜드 의사 인 로버트 제임스 그레이브 (Robert James Graves)에게서 유래되었다. 그는 1835년에 안구 돌출증 (exophthalmos)이 있는 갑상선종 1 예를 기술했다. 독일 Karl Adolph von Basedow는 1840년에 독립적으로 동일한 증상을 보고했다. (유럽에서는 Basedow 증후군, Basedow 병, 또는 Morbus Basedow Basedow's disease, or Morbus Basedow 라는 용어가 그레이브스 병보다 더 흔하다.)
그레이브스 병은 또한 외음부 굴 종양으로 불려왔다.
드물게 Parry 병, Begbie 병, Flajani 병, Flajani-Basedow 증후군 및 습지병으로 알려져 있다. 이 질병의 이름은 Caleb Hillier Parry, James Begbie, Giuseppe Flajani, Henry Marsh에서 유래되었다. Exophthalmos를 가진 갑상선종의 경우, 초기 보고서가 이탈리아의 Giuseppe Flajina와 Antonio Giuseppe Testa에 의해 각각 1802년과 1810년에 출판되었다. 그 이전에 18 세기 후반 영국의 유명한 주치의였던 Caleb Hillier Parry는 1786년에 한 건의 사례를 기술했다. 이 사건은 1825년까지 발표되지 않았고, 그러나 여전히 그레이브스보다 10년 앞서 있는 것이다.
그레이브스 병에 대한 첫 번째 공정한 평가는 12 세기의 페르시아 의사 인 Sayyid Ismail al-Jurjani의 주요 의학 사전 인 Khwarazm의 Shah of Thesaurus에서 거머리와 안구 돌출증의 연관성을 지적한 것이다.